# Nomothetische versus idiographische Forschung
Die wissenschaftstheoretische Unterscheidung zwischen nomothetischer und idiographischer Forschung geht zurück auf die Rede „Geschichte und Naturwissenschaft“ Wilhelm Windelbands, die dieser 1894 zum Antritt seines Rektorats an der Universität Straßburg hielt.
Windelband unterschied zunächst Mathematik und Philosophie als rationale Wissenschaften von den Erfahrungswissenschaften. Letztere teilte er dann nochmal in die nomothetischen Naturwissenschaften und die idiographischen Geisteswissenschaften.
Nomothetisch
(von griechisch nomos: ‚Gesetz‘ und thesis: ‚aufbauen‘) bezeichnet eine Forschungsrichtung, bei der das Ziel wissenschaftlicher Arbeit allgemeingültige Gesetze sind. Ihre Methoden sind experimentell, oft reduktionistisch, die erhobenen Daten quantitativ. Nomothetische Theorien abstrahieren von den Phänomenen. Diese Denkweise sei, so Windelband, typisch für die Naturwissenschaften.
Idiographisch
(von griech. idios: ‚eigen‘ und graphein: ‚beschreiben‘) ist eine Forschungsrichtung, bei der das Ziel wissenschaftlicher Arbeit die umfassende Analyse konkreter, also zeitlich und räumlich einzigartiger Gegenstände ist. Ihren Hauptanwendungsbereich sieht Windelband in den Geisteswissenschaften.
Zwischen beiden steht die Psychologie, die quantitative und qualitative inter- und intraindividuelle Unterschiede erforscht, um objektive Gesetze zu finden, die auf Individuen angewendet werden können. Nach Windelband untersucht die Psychologie geisteswissenschaftliche Inhalte mit naturwissenschaftlichen Methoden. Die Diskussion über diese Unterscheidung wurde von Gordon Allport (1937) in die Persönlichkeitspsychologie eingeführt.

## Rezeption und neuere Deutungen
Der Philosoph Heinrich Rickert hat darauf hingewiesen, dass auch die idiographische Vorgehensweise Abstraktion voraussetzt. Rickert spricht von individualisierender und generalisierender Methode. Die generalisierende Methode zielt darauf ab, etwas unter Allgemeinbegriffe oder Gesetze zu subsumieren, wobei alles unbeachtet bleibt, was nicht relevant ist für diese Subsumption. Die individualisierende Methode dagegen zielt darauf, die kulturell bedeutsame Individualität von etwas herauszuarbeiten (wozu von vielen kulturell irrelevanten Aspekten der qualitativen Individualität abstrahiert werden muss).
Für die Rechtsphilosophie übernimmt Max Ernst Mayer Windelbands Unterscheidung in das, was immer ist und das, was einmal war.
Wilhelm Kamlah versteht idiographische als empirische Partikularaussagen, nomothetische als empirische Allaussagen und kritisiert Windelbands Zuordnung zu Geistes- bzw. Naturwissenschaften als überholt. Es habe sich gezeigt, dass auch die Geschichtswissenschaft Allaussagen („Die griechischen Koloniegründungen...“), auch die Naturwissenschaften Partikularaussagen („Der Jupiter...“) machen.